# Acmaeoderoides humeralis
Acmaeoderoides humeralis är en skalbaggsart som först beskrevs av Mont A. Cazier 1938.  Acmaeoderoides humeralis ingår i släktet Acmaeoderoides och familjen praktbaggar. Inga underarter finns listade i Catalogue of Life.